# كريس ميفام
كريس ميفام (بالإنجليزية: Chris Mepham)‏ (5 نوفمبر 1997 بهامرسميث في المملكة المتحدة - ) هو لاعب كرة قدم ويلزي في مركز الدفاع. شارك مع منتخب ويلز لكرة القدم.

## وصلات خارجية
- كريس ميفام على موقع الاتحاد الدولي (مؤرشف)  (الإنجليزية)
- كريس ميفام على موقع الاتحاد الأوربي (الإنجليزية)
- كريس ميفام على موقع قاعدة بيانات كرة القدم.إي يو (الإنجليزية)
- كريس ميفام على موقع ناشيونال فوتبول تيمز (الإنجليزية)
- كريس ميفام على موقع Soccerbase.com (لاعب) (الإنجليزية)
- كريس ميفام على موقع Soccerway.com (الإنجليزية)
- كريس ميفام على موقع عالم كرة القدم.نت (الإنجليزية)